# Славейково (Варненська область)
Славе́йково (болг. Славейково) — село у Варненській області Болгарії. Входить до складу общини Провадія.

## Населення
За даними перепису населення 2011 року у селі проживали 413 осіб.
Національний склад населення села:
| Національність   | Кількість осіб | Відсоток |
| ---------------- | -------------- | -------- |
| турки            | 238            | 63,8%    |
| болгари          | 132            | 35,4%    |
| цигани           | 3              | 0,8%     |
| інша             | 0              | 0%       |
| не визначились   | 0              | 0%       |
| Всього відповіли | 373            |          |

Розподіл населення за віком у 2011 році:
Динаміка населення: